# Jerome Cowan
Jerome Palmer Cowan (6 de octubre de 1897 - 24 de enero de 1972) fue un actor de teatro, cine y televisión estadounidense.

## Primeros años
Cowan nació en la ciudad de Nueva York, hijo de William Cowan, un pastelero de ascendencia escocesa, y Julia Cowan, de soltera Palmer.

## Teatro
El debut de Cowan en Broadway fue en We've Got to Have Money (1923). Entre sus otros trabajos en Broadway se incluyen Frankie and Johnnie (1930), Just to Remind You (1931), Rendezvous (1932), The Little Black Book (1932), Marathon (1933), Both Your Houses (1933), As Thousands Cheer (1933), Ladies' Money (1934), Paths of Glory (1935), Boy Meets Girl (1935), My Three Angels (1953), Lunáticos y amantes (1954), Rumple (1957) y Say, Darling (1958).

## Cine
Fue descubierto por Samuel Goldwyn y le ofrecieron un contrato cinematográfico, su primera película fue Beloved Enemy.[cita requerida]
Apareció en más de cien películas, pero probablemente Más recordado por dos papeles en películas clásicas: Miles Archer, el condenado detective privado socio de Sam Spade en El halcón maltés y Thomas Mara, el desventurado fiscal de distrito que tiene que procesar a Santa Claus en Milagro en la calle 34.
Cowan también interpretó al jefe de Dagwood Bumstead, el Sr. Radcliffe, en varias entregas de la serie Blondie de Columbia Pictures. También apareció en Línea límite al amanecer, Novia de junio y High Sierra.

## Televisión
Cowan protagonizó Not for Publication en la DuMont Television Network en 1952. En 1959 interpretó a Horatio Styles en el episodio "Winter Song" de The Alaskans, con Roger Moore. Ese mismo año, hizo dos apariciones especiales en Perry Mason, protagonizada por Raymond Burr. Interpretó al dramaturgo asesinado Ernest Royce en "The Case of the Lost Last Act" y luego a Victor Latimore en "The Case of the Artful Dodger". También apareció en el episodio "The Sixteen-Millimeter Shrine" de The Twilight Zone y fue estrella invitada en Richard Diamond, Private Detective.
En la temporada de televisión de 1960-1961, Cowan interpretó a John Larsen, el dueño de Comics, Inc., y el jefe de Paul Morgan, un joven dibujante interpretado por Tab Hunter en The Tab Hunter Show. En 1962, fue estrella invitada en El señor Smith va a Washington. También apareció en Daniel Boone y Going My Way, protagonizada por Gene Kelly.
En 1964 y 1965, Cowan apareció como el exigente Herbert Wilson en The Tycoon. A principios de 1963, apareció en The Real McCoys en su última temporada en CBS.

## Muerte
El 24 de enero de 1972, Cowan murió en el Encino Hospital Medical Center en Encino, California, a los 74 años. Le sobrevivieron su esposa y dos hijas.

## Reconocimientos
Cowan tiene una estrella en el 6251 Hollywood Boulevard en la sección de Televisión del Paseo de la Fama de Hollywood. Fue inaugurado el 8 de febrero de 1960.

## Filmografía
- Beloved Enemy (1936) como Tim O'Rourke
- You Only Live Once (1937) como Dr. Hill
- Shall We Dance (1937) como Arthur Miller
- New Faces of 1937 (1937) como Robert Hunt
- Walter Wanger's Vogues of 1938 (1937) como W. Brockton
- The Hurricane (1937) como Captain Nagle
- The Goldwyn Follies (1938) como Director
- There's Always a Woman (1938) como Nick Shane
- St. Louis Blues (1939) como Ivan DeBrett
- The Saint Strikes Back (1939) como Cullis
- East Side of Heaven (1939) como Claudius De Wolfe
- Exile Express (1939) como Paul Brandt
- The Gracie Allen Murder Case (1939) as Daniel Mirche
- She Married a Cop (1939) como Bob Adams
- The Old Maid (1939) como Joe Ralston
- The Great Victor Herbert (1939) como Barney Harris
- Wolf of New York (1940) como Cosgrave
- Castle on the Hudson (1940) como Ed Crowley
- Framed (1940) como Monty de Granville
- Ma! He's Making Eyes at Me (1940) como Ted Carter
- Torrid Zone (1940) como Bob Anderson
- City for Conquest (1940) como 'Dutch'
- The Quarterback (1940) como Townley
- Meet the Wildcat (1940) como Digby Vanderhood III
- Melody Ranch (1940) como Tommy Summerville
- Street of Memories (1940) como Mr. Gower
- Victory (1940) como Martin Ricardo
- High Sierra (1941) como Healy
- The Round up (1941) como Wade McGee
- The Great Lie (1941) como Jock Thompson
- Affectionately Yours (1941) como Cullen
- Singapore Woman (1941) como Jim North
- Too Many Blondes (1941) como Ted Bronson
- Out of the Fog (1941) como Assistant D.A.
- Kisses for Breakfast (1941) como Lucius Lorimer
- Rags to Riches (1941) como Marshall Abbott
- Kiss the Boys Goodbye (1941) como Bert Fisher
- One Foot in Heaven (1941) como Dr. Horrigan
- The Maltese Falcon (1941) como Miles Archer
- The Bugle Sounds (1942) como Mr. Nichols
- A Gentleman at Heart (1942) como Finchley
- Mr. and Mrs. North (1942) como Ben Wilson
- Frisco Lil (1942) como Vince Warren
- The Girl from Alaska (1942) como Ravenhill
- Moontide (1942) como Dr. Frank Brothers
- Thru Different Eyes (1942) como Jim Gardner
- Joan of Ozark (1942) como Phillip Munson
- Street of Chance (1942) como Bill Diedrich
- Who Done It? (1942) como Marco Heller
- No Place for a Lady (1943) como Eddie Moore
- Ladies' Day (1943) como Updyke (banker)
- Mission to Moscow (1943) como Spendler (sin acreditar)
- Silver Spurs (1943) como Jerry Johnson
- Hi'ya, Sailor (1943) como Lou Asher
- Find the Blackmailer (1943) como D.L. Trees
- The Crime Doctor's Strangest Case (1943) as Mallory Cartwright
- The Song of Bernadette (1943) como Emperador Louis Napoleon III
- Sing a Jingle (1944) como Andrews
- Mr. Skeffington (1944) como Edward Morrison
- South of Dixie (1944) como Bill 'Brains' Watson
- Minstrel Man (1944) as Bill Evans
- Crime by Night (1944) como Sam Campbell
- Guest in the House (1944) como Mr. Hackett
- Fog Island (1945) como Kavanaugh
- The Crime Doctor's Courage (1945) como Jeffers 'Jeff' Jerome
- G. I. Honeymoon (1945) como Ace Renaldo
- Blonde Ransom (1945) como Ice Larson
- The Jungle Captive (1945) como Detective W.L. Harrigan
- Hitchhike to Happiness (1945) como Tony Riggs
- Divorce (1945) como Jim Driscoll
- Behind City Lights (1945) como Perry Borden
- Getting Gertie's Garter (1945) as Billy
- One Way to Love (1946) como A.J. Gunther
- My Reputation (1946) como George Van Orman
- Deadline at Dawn (1946) como Lester Brady
- Claudia and David (1946) como Brian O'Toole
- The Kid from Brooklyn (1946) como Fight Announcer
- Murder in the Music Hall (1946) como George Morgan
- Night in Paradise (1946) como Scribe
- One Exciting Week (1946) como Al Carter
- Deadline for Murder (1946) como Lynch
- Mr. Ace (1946) como Peter Craig
- Flight to Nowhere (1946) como Gerald Porter
- Blondie Knows Best (1946) como Charles Peabody
- Blondie's Big Moment (1947) como George M. Radcliffe (sin acreditar)
- The Perfect Marriage (1947) como Addison Manning
- The Unfaithful (1947) como Prosecuting Attorney
- Blondie's Holiday (1947) como George M. Radcliffe
- Miracle on 34th Street (1947) como Dist. Atty. Thomas Mara
- Riffraff (1947) como Walter F. Gredson
- Cry Wolf (1947) como Sen. Caldwell
- Driftwood (1947) as Mayor Snyder
- Blondie in the Dough (1947) como George Radcliffe
- Dangerous Years (1947) as Weston
- Blondie's Anniversary (1947) como George M. Radcliffe
- Arthur Takes Over (1948) como George Bradford
- So This Is New York (1948) como Francis Griffin
- Blondie's Reward (1948) como George M. Radcliffe
- Wallflower (1948) como Robert 'Bob' James
- Night Has a Thousand Eyes (1948) como Whitney Courtland
- June Bride (1948) como Carleton Towne
- Blondie's Secret (1948) como George Radcliffe
- Life of St. Paul Series (1949) como Demetrius
- Blondie's Big Deal (1949) como George M. Radcliffe
- The Fountainhead (1949) como Alvah Scarret
- The Girl from Jones Beach (1949) como Mr. Graves – Ruth's Attorney
- Scene of the Crime (1949) como Arthur Webson
- Blondie Hits the Jackpot (1949) como George Radcliffe
- Always Leave Them Laughing (1949) como Elliott Montgomery
- Joe Palooka Meets Humphrey (1950) como Belden
- Young Man with a Horn (1950) como Phil Morrison
- Peggy (1950) como Fred Collins
- When You're Smiling (1950) como Herbert Reynolds
- The Fuller Brush Girl (1950) como Harvey Simpson
- The West Point Story (1950) como Mr. Jocelyn
- Dallas (1950) as Matt Coulter
- The Fat Man (1951) como Police Lieutenant Stark
- Criminal Lawyer (1951) como Walter Medford
- Disk Jockey (1951) como Marley
- Magnificent Adventure (1952)
- The System (1953) como Barry X. Brady
- Have Rocket, Will Travel (1959) como J.P. Morse
- Visit to a Small Planet (1960) as George Abercrombie
- Private Property (1960) como Ed Hogate
- All in a Night's Work (1961) como Sam Weaver
- Pocketful of Miracles (1961) como Mayor
- Critic's Choice (1963) como Joe Rosenfield
- Black Zoo (1963) como Jerry Stengel
- The Patsy (1964) as Business Executive (sin acreditar)
- John Goldfarb, Please Come Home! (1965) como Ambassadaor Brinkley
- Frankie and Johnny (1966) as Joe Wilbur (sin acreditar)
- Penelope (1966) como Bank Manager
- The Gnome-Mobile (1967) como Dr. Ramsey
- The Comic (1969) como Lawrence